# Phacelia davidsonii
Phacelia davidsonii är en strävbladig växtart som beskrevs av Asa Gray. Phacelia davidsonii ingår i Faceliasläktet som ingår i familjen strävbladiga växter. Inga underarter finns listade i Catalogue of Life.